# Мимолётности
«Мимолётности» (фр. Visions fugitives) op. 22 — сборник фортепианных миниатюр, написанных Сергеем Сергеевичем Прокофьевым в 1915-17 гг. Некоторые «Мимолётности» Прокофьев исполнил перед отдыхающими в курзале Кисловодска 14 октября 1917 г. Официальная премьера «Мимолётностей» (сборник целиком) состоялась 15 апреля 1918 г. в Петрограде, также в исполнении автора. Поводом к написанию послужили стихи К. Д. Бальмонта, две строки из которых Прокофьев выбрал к качестве эпиграфа:
«В каждой мимолётности вижу я миры,
Полные изменчивой радужной игры».

## История создания
В 1915 году Прокофьев сочинил пьесы №№ 5, 6, 10, 16 и 17, в 1916 году создал ещё 6 пьес, доведя их количество до 11, а весной 1917 году завершил подборку, добавив 9 пьес. В «Дневнике» композитора «Мимолётности» впервые упоминаются в записях от апреля 1917 года.

А. М. Ремизов пишет во «временнике» в 1917 году, в записи о праздновании Пасхи (2 апреля): «На второй и третий день было у нас большое зборище. Как всегда, Щеколдин Федор Иванович и Григорьева Наталья Васильевна, Леонид Добронравов, И. А. Рязановский, А. М. Коноплянцев, Разумник Васильевич. Прокофьев играл своё «Мимолетное»,- так назвал он новые свои пьесы — музыку. Приходил Александр Александрович Блок и это в последний раз был он в моей серебряной игрушечной комнате — обезвелволпале (в обезьяньей великой и вольной палате).— А. Ремизов. Всеобщее восстание. «Эпопея» М. - Берлин, 1922, № 2, с. 80
11 апреля у Прокофьева был день рождения, и композитор исполнил свой новый опус перед гостями, среди которых, в частности, присутствовали Н. Н. Черепнин, П. П. Сувчинский, Н. Е. Добычина, А. П. Нурок, В. Ф. Нувель и Б. Н. Демчинский:

Играл я им мои новые сочинения — 3-ю Сонату и «Мимолётности». На «старую» гвардию произвела большое впечатление, пожалуй, Соната, тем, как она блестяще сделана, но, конечно, центр тяжести был в «Мимолётностях». И особенно сильное впечатление они произвели на Демчинского.— С. С. Прокофьев. Дневник. 1907—1918.
Весной 1917 года сочинение вышло в нотоиздательстве «А. Гутхейль». В мае того же года композитор исполнил Первый фортепианный концерт и две пьесы из нового сочинения в концертном зале Павловского вокзала:

Был успех, два букета цветов и две «Мимолётности» на бис, которые, несмотря на всю свою ясность изложения, всё же поставили публику в тупик, смущённо похлопавшую и быстро смолкнувшую.— С. С. Прокофьев. Дневник. 1907—1918.
В начале августа 1917 года в Кисловодске Прокофьев встретил Бальмонта. Композитор обсуждал с поэтом своё будущее произведение «Семеро их» и исполнял «Мимолётности». Именно тогда Бальмонт записал в «Деревянную книгу» сонет «Ребёнку богов, Прокофьеву». Позже композитор сделал в «Дневнике» запись: «Бальмонту очень нравились и пьесы, и название, а Кира, отлично владеющая французским языком, нашла для них французский перевод — «Visions fugitives». До сих пор он мне никак не удавался».
Первое публичное исполнение «Мимолётностей» состоялось 14 октября 1917 года в Кисловодске: 

Четырнадцатого состоялся в курзале мой концерт. Я в первый раз играл публично 3-ю Сонату и «Мимолётности». Конечно, их премьеру следовало бы давать в Петрограде, а не в Кисловодске, но я на это выступление смотрю как на репетицию к столичному концерту. <…> Концерт прошёл с успехом выше среднего: публике нравилось как я играю, но она не понимала, что я играю— С. С. Прокофьев. Дневник. 1907—1918.
Очень большой успех, как и предполагал композитор, первое исполнение опуса имело в Петрограде 21 марта [3 апреля] 1918. Приведённые в «Дневнике» даты расходятся с данными И. В. Нестьева: концерт в Кисловодске состоялся 13 октября, «Мимолётности» исполнялись частично. И. В. Нестьев указывал, что «Мимолётности» исполнялись в зале Тенишевского училища 15 и 17 апреля 1918 года. Те же даты привёл И. Г. Вишневецкий, но согласно И. И. Мартынову, премьера «Мимолётностей» была представлена там же 15 и 16 апреля того же года.
7 июля 1918 года Прокофьев исполнил «Мимолётности» на своём втором концерте в Императорском театре в Токио. «Очень хорошо и даже горячо» встретили сочинение на одном из первых выступлений Прокофьева 29 октября 1918 года в Нью-Йорке, когда А. Р. Больм танцевал «Мимолётности».

## Структура и стиль
Сборник «Мимолётности» состоит из 20 коротких пьес (общее время звучания около 22 минут), снабжены заголовками на итальянском языке:
1. Lentamente
2. Andante
3. Allegretto
4. Animato
5. Molto giocoso
6. Con eleganza
7. Pittoresco (Arpa)
8. Commodo
9. Allegro tranquillo
10. Ridicolosamente
11. Con vivacità
12. Assai moderato
13. Allegretto
14. Feroce
15. Inquieto
16. Dolente
17. Poetico
18. Con una dolce lentezza
19. Presto agitatissimo e molto accentuato
20. Lento irrealmente

Пьесы сборника рассматривают как своеобразную мастерскую Прокофьева «русского» периода. В ней автор оттачивал жанрово-стилевые шаблоны и технико-композиционные приёмы, которые позже стали характерными для всего его творчества. Так, например, первую «Мимолётность» (Lentamente) приводят как образец прокофьевской реализации линеарной гармонии. Четвёртая (Animato), десятая (итал. Ridicolosamente букв. насмешливо), одиннадцатая (Con vivacità), четырнадцатая (Feroce — «жёстко», «свирепо») «Мимолётности» и ряд других — примеры скерцо с типично прокофьевскими остинато, сонорными кластерами и т.п. Образец специфической, «неопределённо томительной», прокофьевской лирики (ответственность за которую в данном случае несёт тонально неопределённая гармония пьесы) — восемнадцатая «Мимолётность» (Con una dolce lentezza, букв. «с нежной медлительностью»). Несколько особняком стоят шестнадцатая «Мимолётность» (Dolente — «печально»), которую исследователи обычно трактуют как прокофьевскую разработку русского народного плача (отсюда гетерофонный склад пьесы), и седьмая «Мимолётность» (Pittoresco (Arpa) — букв. «живописно (арфа)»), напоминающая импрессионистские миниатюры Дебюсси и Равеля.

## Аудиозаписи
«Мимолётности», как правило, записывали отдельными пьесами или подборками. Избранные пьесы (№№ 3, 5, 6, 9, 10, 11, 16, 17, 18) в 1935 году записал и сам С. С. Прокофьев. Реже встречаются записи сборника целиком. Среди известных пианистов, которые записывали «Мимолётности» (полные записи отмечены звёздочкой), Д. А. Башкиров, М. Бероф (1981)*, Э. Г. Гилельс, Е. И. Кисин, Г. Г. Нейгауз (1956)*, Е. Г. Новицкая (1969)*, Ст. Осборн (2011)*, С. Т. Рихтер, А. Рубинштейн, В. В. Софроницкий, С. Франсуа, М. В. Юдина (1953)*.
Аранжировку пятнадцати «Мимолётностей» для струнного оркестра в 1960-е гг. выполнил и записал Р. Б. Баршай.

## Использование музыки
На музыку Прокофьева в 1922 и в 1927 гг. балетмейстер К. Я. Голейзовский поставил (где? в каком театре?) отдельные хореографические номера, а позднее, в 1968 году (где?) — балет «Мимолётности».
В 1940-42 годах известный художник-авангардист Александр Родченко создал серию рисунков иллюстрирующих «Мимолётности».
Хореограф Дмитрий Пимонов создал балет «Мимолётности» на сборник пьес Прокофьева в 2020 году на Приморской сцене Мариинского театра.

## Комментарии
1. ↑  До публикации «Дневника» в 2002 году музыковеды и биографы композитора (например, И. И. Мартынов и И. В. Нестьев) не обладали данными из записей Прокофьева ни о концерте в Кисловодске, ни о премьере в Петрограде весной 1918 года.
2. ↑  И. В. Нестев указал дату 19 октября, И. Г. Вишневецкий — 29 октября.